# 미카사노미야

## 개요
1941년 10월 22일 다카히토가 다카기 유리코와 결혼하면서 만들어진 궁가.
1966년 12월 28일 야스코 내친왕이 고노에 타다테루와 결혼하면서 평민 고노에 야스코가 되었고, 1983년 10월 14일 마사코 내친왕이 센 소시츠와 결혼하면서 평민 센 마사코가 되었다.
2012년에는 토모히토가, 2016년에는 다카히토가 사망하면서 현재 남아 있는 구성원 수는 4명이다.

## 성립
1941년 10월 22일 다카히토가 다카기 유리코와 결혼하면서 궁가가 만들어졌다.
미야케의 이름인 미카사노미야는 일본의 미카사시에서 따왔다.

## 구성원
| 이름             | 이름                   | 성별 | 생년월일         | 나이  | 비고                         | 비고 |
| ---------------- | ---------------------- | ---- | ---------------- | ----- | ---------------------------- | ---- |
| 崇仁親王妃百合子 | 다카히토 친왕비 유리코 | 여성 | 1923년 6월 4일   | 101세 | 다카기 마사나리 자작의 차녀  |      |
| 寛仁親王妃信子   | 토모히토 친왕비 노부코 | 여성 | 1955년 4월 9일   | 70세  | 아소 다로 일본 총리의 여동생 |      |
| 彬子女王         | 아키코 여왕            | 여성 | 1981년 12월 20일 | 43세  | 일본 황실 최초의 여성 박사   |      |
| 瑤子女王         | 요코 여왕              | 여성 | 1983년 10월 25일 | 41세  | 나루히토의 6촌               |      |

## 사망 • 황적 이탈
| 이름           | 이름                         | 성별 | 생년월일         | 나이       | 비고                                                 | 비고 |
| -------------- | ---------------------------- | ---- | ---------------- | ---------- | ---------------------------------------------------- | ---- |
| 三笠宮崇仁親王 | 미카사노미야 다카히토 친왕   | 남성 | 1915년 12월 2일  | 향년 100세 | 다이쇼 천황의 4남. 2016년 10월 27일 사망.            |      |
| 寛仁親王       | 토모히토                     | 남성 | 1946년 1월 5일   | 향년 66세  | 2012년 6월 6일 사망.                                 |      |
| 桂宮宜仁親王   | 가쓰라노미야 요시히토 친왕   | 남성 | 1948년 2월 11일  | 향년 66세  | 1988년 1월 1일에 가츠라노미야라는 미야고를 하사받음. |      |
| 高円宮憲仁親王 | 다카마도노미야 노리히토 친왕 | 남성 | 1954년 12월 29일 | 향년 47세  | 1984년 12월 6일 다카마도노미야라는 미야케를 창설.    |      |
| 近衞甯子       | 고노에 야스코                | 여성 | 1944년 4월 26일  | 81세       | 고노에 타다테루와 결혼 후 황적이탈.                  |      |
| 千容子         | 센 마사코                    | 여성 | 1951년 10월 23일 | 73세       | 센 소시츠와 결혼 후 황적이탈.                        |      |